# Conservatorio de Atenas
El Conservatorio de Atenas (en griego: Ωδείον Αθηνών, Odeíon Athinón) es el conservatorio más antiguo de la Grecia moderna. Fue fundado en 1871 por la «Sociedad de Música y del drama de Atenas». Inicialmente, los instrumentos musicales que se enseñaban allí se limitaban al violín y la flauta, representante de los principios estéticos de la antigua griega apolíneos y dionisíacos. Las clases de piano no se incluyeron en el programa. En 1881 su nuevo director con educación alemana Georgios Nazos, en una polémica jugada en ese momento, amplió el programa del conservatorio mediante la introducción de instrumentos de estilo europeo occidentales y teorías modernas.